# Saturn Award für die beste Fernsehpräsentation
Folgende Filme haben den Saturn Award für die beste Fernsehpräsentation gewonnen:
| Jahr                                               | Film/Serie                                                    | Weitere Nominierungen |
| -------------------------------------------------- | ------------------------------------------------------------- | --- |
| 1995                                               | Alien Nation: Dark Horizon                                    | Vaterland Hercules und der flammende Ring Visitors – Besucher aus einer anderen Welt The Stand – Das letzte Gefecht TekWar: Kampf um die verlorene Vergangenheit Magic Murder |
| 1996                                               | Alien Nation: Millennium                                      | Alien Autopsy: (Fact or Fiction?) Attack of the Killer B-Movies Gänsehaut – Die Stunde der Geister (für den Pilotfilm) The Invaders – Invasion aus dem All Die Langoliers     |
| 1997                                               | Doctor Who – Der Film                                         | Alien Nation – Der Feind ist unter uns Beast – Schrecken der Tiefe Das Gespenst von Canterville Gullivers Reisen Lotterie des Schreckens                                      |
| 1998                                               | The Shining                                                   | Cinderella Besucher aus dem Jenseits – Sie kommen bei Nacht Lethal Invasion – Attacke der Alien-Viren Retroactive Schneewittchen                                              |
| 2000                                               | Der Sturm des Jahrhunderts                                    | Animal Farm A Christmas Carol – Die Nacht vor Weihnachten Reise zum Mittelpunkt der Erde Kampf der Kobolde – Die Legende einer verbotenen Liebe Zeitreise in die Katastrophe  |
| 2001                                               | Fail Safe – Befehl ohne Ausweg                                | Dune – Der Wüstenplanet Survivor – Die Überlebende Jason und der Kampf um das Goldene Vlies Hallo, ja bin ich denn der Weihnachtsmann? Witchblade – Die Waffe der Götter      |
| 2002                                               | Jagd auf den Schatz der Riesen                                | Die Nebel von Avalon Spinnen des Todes Monkey King – Ein Krieger zwischen den Welten Der Todesengel aus der Tiefe Teenage Caveman                                             |
| 2003                                               | Taken                                                         | Dinotopia Haus der Verdammnis Carrie Lathe of Heaven Die Schneekönigin |
| 2004                                               | Battlestar Galactica (Miniserie)                              | Children of Dune Dreamkeeper Star Wars: Clone Wars The Diary of Ellen Rimbauer Riverworld                                                                                     |
| 2005                                               | Farscape: The Peacekeeper Wars (Miniserie)                    | 5ive Days to Midnight Earthsea – Die Saga von Erdsee Salem’s Lot – Brennen muss Salem The Dead Will Tell The Quest – Jagd nach dem Speer des Schicksals                       |
| 2006                                               | Masters of Horror Bermuda Dreieck – Tor zu einer anderen Zeit | Into the West – In den Westen Revelations – Die Offenbarung Category 7 – Das Ende der Welt Mysterious Island – Die geheimnisvolle Insel                                       |
| 2007                                               | The Quest – Das Geheimnis der Königskammer                    | Life on Mars – Gefangen in den 70ern Das verschwundene Zimmer Masters of Horror Nightmares & Dreamscapes: Nach den Geschichten von Stephen King 10.5 – Apokalypse             |
| 2008                                               | Family Guy (für die Folge Blue Harvest)                       | The Company – Im Auftrag der CIA Fallen Masters of Science Fiction Tin Man – Kampf um den Smaragd des Lichts Battlestar Galactica: Razor Shrek – Oh du Shrekliche             |
| 2009                                               | The Quest – Der Fluch des Judaskelch                          | Breaking Bad Jericho – Der Anschlag Scriptum – Der letzte Tempelritter 24: Redemption Andromeda – Tödlicher Staub aus dem All                                                 |
| 2010                                               | Torchwood                                                     | Alice Doctor Who Nummer 6 Die Tudors V – Die Besucher |
| 2011                                               | The Walking Dead                                              | Doctor Who: A Christmas Carol Kung Fu Panda Holiday Special Die Säulen der Erde Sherlock Spartacus: Gods of the Arena                                                         |
| 2012                                               | The Walking Dead                                              | Camelot Falling Skies Game of Thrones The Killing Torchwood: Miracle Day Trek Nation                                                                                          |
| 2013                                               | Breaking Bad                                                  | Continuum Falling Skies Game of Thrones Mockingbird Lane Spartacus: War of the Damned Die Tore der Welt                                                                       |
| 2014                                               | Breaking Bad                                                  | Bates Motel Black Sails Falling Skies Game of Thrones Vikings |
| 2015 (Beste Miniserie)                             | Game of Thrones                                               | Bates Motel From Dusk Till Dawn: The Series The Last Ship The Quest – Die Serie Outlander                                                                                     |
| 2016                                               | Doctor Who (Episode: Besuch bei River Song)                   | The Cannibal in the Jungle Childhood’s End Turkey Hollow Sharknado 3 The Wiz Live!                                                                                            |
| 2017                                               | 11.22.63 – Der Anschlag                                       | Channel Zero Doctor Who: The Return of Doctor Mysterio Mars The Night Manager Rats                                                                                            |
| 2018                                               | Twin Peaks                                                    | Channel Zero Descendants 2 – Die Nachkommen Doctor Who: Aus der Zeit gefallen Mystery Science Theater 3000: The Return Okja The Sinner                                        |
| 2019                                               |                                                               | keine Nominierung |
| 2021 (Beste Fernsehpräsentation unter zehn Folgen) | The Mandalorian                                               | Unglaubliche Geschichten Dracula Spuk in Bly Manor His Dark Materials Perry Mason                                                                                             |
| 2022 (Beste Miniserie)                             | Obi-Wan Kenobi                                                | Das Buch von Boba Fett Hawkeye Midnight Mass Ms. Marvel Moon Knight |
| 2024                                               | Werewolf by Night                                             | Black Mirror Guillermo del Toro’s Cabinet of Curiosities Hocus Pocus 2 Gänsehaut um Mitternacht Mrs. Davis The Munsters                                                       |
| 2025                                               |                                                               | Apartment 7A Don’t Move Der Untergang des Hauses Usher Fargo Ripley Salem’s Lot – Brennen muss Salem The Walking Dead: The Ones Who Live                                      |